# Óxido nítrico reductasa (NAD(P), formadora de óxido nitroso)
La óxido nítrico reductasa (NAD(P), formadora de óxido nitroso) (EC 1.7.1.14, es una enzima que cataliza la siguiente reacción química:

## Clasificación
Esta enzima pertenece a la familia de las oxidorreductasas más específicamente a aquellas que actúan sobre otros compuestos de nitrógeno como donantes de electrones y con NAD+
 o NAD(P)+
 como aceptor. 

## Nomenclatura
El nombre sistemático de esta clase de enzimas es óxido nitroso:NAD(P) oxidorreductasa. Otros nombres de uso común pueden ser óxidoreductasa nítrica fúngica, citocromo P450nor, y NOR (aunque esta última resulta ambigua))

## Estructura y función
Esta enzima es una proteína heme-tiolato, perteneciente al complejo citocromo P450.